# 班戈鎮區 (密歇根州貝縣)
班戈鎮區（英語：Bangor Township）是位於美國密歇根州貝縣的一個特設鎮區。

## 地方資料
班戈鎮區的面積為56.70平方千米，當中陸地面積為36.00平方千米，而水域面積為20.70平方千米。根據2020年美國人口普查的數據，當地共有人口14045人，而人口密度為每平方千米247.71人。